# Внешняя политика Омана
Внешняя политика Омана — это общий курс Омана в международных делах. Внешняя политика регулирует отношения Омана с другими государствами. Реализацией этой политики занимается министерство иностранных дел Омана.

## История
В 1970-х годах султан Омана Кабус бен Саид решил прекратить изоляционизм во внешней политики страны, который был введен во время правления его предшественника Саида бен Таймура и с осторожностью начал интегрировать Оман на региональном и на международном уровнях. Географическое положение страны на южном берегу Ормузского пролива, зависимость экономики от цены на нефть и угрозы исходящие от сильных соседних государств Саудовской Аравии и Ирана, также оказали влияние на формирование внешней политики Омана. Кабус бен Саид установил тесные связи с Великобританией и Соединёнными Штатами, проводил прозападную и неконфликтную политику в регионе.
Тем не менее, Кабус бен Саид показывал необычную независимость во внешней политике по сравнению с другими государствами Персидского залива. Несколько раз Оман выступал в качестве посредника при разрешении региональных споров. Во время Ирано-иракской войны (1980-88) Иран и Ирак тайно провели переговоры в Маскате по подписанию соглашения о прекращении огня. Несмотря на то, что соглашение не было подписано, переговоры привели к уменьшению недоверия между сторонами. После 1988 года Оман выступал в качестве посредника для восстановления дипломатических отношений между Ираном и Великобританией, Ираном и Саудовской Аравией.

## Международные отношения
С 1970 года роль Омана в региональной политике стала постепенно возрастать. Оман не вошел в состав Организации стран — экспортёров нефти (ОПЕК), но в мае 1981 года присоединился к Совету сотрудничества арабских государств Персидского залива. Отношения между Оманом и другими странами Персидского залива улучшились, когда были разрешены давние территориальные споры. Оман и Объединённые Арабские Эмираты разрешили пограничный спор в 1981 году; Оман и Народная Демократическая Республика Йемен нормализовали отношения в 1982 году; в 1991 году Оман и Саудовская Аравия подписали договор о прекращении давнего территориального спора в отношении принадлежности оазиса Аль-Бурайми.
Исторически сложилось так, что Оман полагался на иностранные государства для обеспечения политической стабильности, как внутри страны, так и на региональном уровне. В свою очередь, стратегическое расположение Омана на берегу Ормузского пролива вызывало интерес со стороны иностранных держав. В 1798 году был заключен первый договор о дружбе между султаном Маската и правительством Британской Индии. Британские интересы в Омане основывались на озабоченности правительства защитой Индии, сохранения безопасных торговых путей и сдерживания других европейских держав в Индийском океане. После открытия потенциала использования нефти в качестве топлива, а затем перевода кораблей британского военно-морского флота с угля на мазут в 1911 году, безопасность танкерных перевозок через Ормузский пролив приобретала для этой страны всё большее значение. С 1932 по 1977 год Королевские военно-воздушные силы Великобритании располагали военной базой на оманском острове Масира. В 1960-х и 1970-х годах британцы в значительной степени способствовали наращиванию военного потенциала и модернизации вооружённых сил Омана в ходе восстания в Дофаре. Без британской военной помощи Оман вероятнее всего не смог бы подавить повстанцев даже с поддержкой Ирана и Иордании. Британско-оманские отношения продолжили развиваться и после подавления восставших. В середине 1980-х годов начальником генерального штаба и командующие военно-воздушными силами и флотом Омана были британскими офицерами.
С 1970-х годов усилилось влияние Соединённых Штатов Америки в Омане. Уменьшение влияния Великобритании привело другие иностранные державы в этот регион, в том числе и США. На момент прихода к власти султана Султан Кабуса бен Саида в этой стране не было дипломатического присутствия Соединённых Штатов. Интересы Соединённых Штатов в области обеспечения региональной безопасности и в поддержке местных союзников, особенно после Исламской революции в Иране в 1979 году, привели к укреплению тесных связей с Оманом по вопросам безопасности. С 1970-х годов султан Кабус бен Саид начал привлекать специалистов нефтяной промышленности из Соединённых Штатов для консультирования правительства страны. Выбор граждан Соединённых Штатов для оказания консультационных услуг и освоения водных ресурсов в Омане стал шагом в прекращении тотальной зависимости султаната от британских советников. Отношения между Оманом и Соединенными Штатами усиливались, поскольку Кабус бен Саид поддерживал мирные инициативы Соединённых Штатов на Ближнем Востоке, в частности подписание Кэмп-Дэвидских соглашений между Египтом и Израилем при посредничестве США.
В июне 1980 года влияние Соединённых Штатов в Омане расширилось после подписания военного соглашения, обеспечивающего доступ американских военных к оманским базам. Авиабазы в Эс-Сибе, Тамарите и на Масире (который покинули британцы в 1977 году) были модернизированы с помощью Соединенных Штатов. В 1980 году была создана Объединённая комиссия Соединенных Штатов и Омана с целью финансирования и управление программами экономической помощи в этой стране. Мероприятия, финансируемые через комиссию, отражали отраслевые приоритеты и включали в себя строительство школ, оказание помощи в виде стипендий и оплаты обучения, развитие рыболовства и проект по пользованию водными ресурсами. Финансируемые мероприятия отражают приоритеты Агентства США по международному развитию. В 1990-х годах помощь Агентства США по международному развитию была сосредоточена на приватизации и развитие институтов в Омане. В 1993 году в годовом бюджете Омана Агентством США по международному развитию было выделено 5 млн. долларов США на развитие частного сектора, 9,5 млн. долларов США на развитие институтов и 8,8 млн. долларов США на развитие образовательных учреждений.
В начале 1990-х годов, несмотря на эти программы, способствующие экономическому развитию и образованию, Оман столкнулся с серьёзными проблемами. Более богатое и образованное население стало требовать своего более активного участия в политическом процессе. С начала 1993 года султан Кабус бен Саид не стал отказываться от реальной власти и тщательно охранял свою политическую власть. В конце 1990 года был создан новый Консультативный совет Омана, который стал совещательным органом без законодательной власти. Постепенно Консультативный совет должен быть стать законодательным органом власти, однако, по состоянию на 1993 год этого так и не произошло.